# Mohammed-Awal Issah
Mohammed-Awal Issah est un footballeur ghanéen né le 4 avril 1986 à Accra, évoluant au poste de milieu défensif pour le AmaZulu FC, un club sud-africain.

## Palmarès
- FK Étoile rouge de Belgrade
  - Vainqueur de la Coupe de Serbie en 2010.